# Chrysobothris debilis
Chrysobothris debilis es una especie de escarabajo del género Chrysobothris, familia Buprestidae. Fue descrita científicamente por LeConte en 1860.